# Коржов Данило Трохимович
Данило Трохимович Коржов (1902—1943) — червоноармієць Робітничо-Селянської Червоної Армії, учасник Великої Вітчизняної війни, Герой Радянського Союзу (1944).

## Біографія
Данило Коржов народився в листопаді 1902 року в селі Миколаївка (зараз — Вовчанський район, Харківської області України). За національністю росіянин. Отримав початкову освіту. У 1924—1927 роках служив у Червоній армії. 1941 року Коржова повторно було взято на службу до армії. З жовтня 1942 року — на фронтах Великої Вітчизняної війни. До вересня 1943 року гвардії червоноармієць Данило Коржов був шабельником 60-го гвардійського кавалерійського полку 16-ї гвардійської кавалерійської дивізії 7-го гвардійського кавалерійського корпуса 61-ї армії Центрального фронту. Відзначився під час битви за Дніпро.
28 вересня 1943 року Коржов під масованим ворожим вогнем одним із перших у полку переправився через Дніпро в районі села Лопатні, Ріпкинського району, Чернігівської області, Української РСР і брав активну участь у боях на плацдармі західного берега. Вогнем із кулемета він знищив групу німецьких солдатів, котрі намагалися зірвати переправу полку. У листопаді 1943 року Коржов зник безвісти.
Указом Президії Верховної Ради СРСР із 15 січня 1944 року за «зразкове виконання бойового завдання командування у боротьбі з німецькими загарбниками й виражені при цьому мужність і героїзм» гвардії червоноармієць Данило Коржов був гідний високого звання Героя Радянського Союзу.

## Нагороди
- Герой Радянського Союзу (15.01.1944)
- орден Леніна (15.01.1944)[1]
- орден Червоної Зірки (06.10.1943)[3]